# فوردشام
latitudeفوردشامlongitudeفوردشام
فوردشام (به انگلیسی: Frodsham) یک بلوک شهری در بریتانیا است که در انگلستان واقع شده‌است.

## خصوصیات
فوردشام ۸٬۹۸۲ نفر جمعیت دارد.